# برنوی-ساپاردیل
برنوی-ساپاردیل دهستانی در استان آبیلای اسپانیا است.
در این دهستان ۲۰۷ نفر زندگی می‌کنند. مساحت این دهستان ۱۹٫۷۲ کیلومتر مربع است.